# Murat Yeginer
Murat Yeginer (* 1959 in der Türkei) ist ein deutscher Theaterschauspieler und Theaterregisseur.

## Leben
Yeginers Familie kam um 1960 aus der Türkei nach Deutschland. Yeginer selbst wuchs in Deutschland auf. Nach der Schauspielausbildung in Hamburg erhielt er sein erstes Engagement an den Hamburger Kammerspielen. Danach wurde er am Staatstheater Saarbrücken, am Theater Kiel und am Schauspiel Bonn engagiert, bevor er von 1987 fest zum Ensemble des Oldenburgischen Staatstheaters stieß, wo er in den letzten Jahren auch häufiger inszenierte. In kleineren Rollen war Yeginer bereits ab den 1970er Jahren auch im Fernsehen zu sehen.
Zur Spielzeit 2008/2009 wechselte er als Schauspieldirektor ans Stadttheater Pforzheim. Seit der Spielzeit 2014/15 ist Murat Yeginer festes Ensemblemitglied am Staatstheater Mainz. Dort spielte er unter anderem den Theaterdirektor in der erfolgreichen "Ratten"-Inszenierung von Jan-Christoph Gockel (2015) und 2016 die Titelrolle in Nathan der Weise.
Als Gastregisseur inszenierte er unter anderem am Stadttheater Ulm, am Winterhuder Fährhaus in Hamburg und am Ohnsorg-Theater, wo er ab Beginn der Spielzeit 2018/19 den Posten des Oberspielleiters bekleidete. Yeginer, der eine intern umstrittene Änderung der Ausrichtung des Ohnsorg-Theaters zu mehr hochdeutschen und zeitgenössischen Stücken unterstützt hatte, gab im Mai 2023 in der Folge seinen Rücktritt als Spielleiter bekannt.
Yeginer hat zusammen mit seiner Frau drei Kinder. Er ist der Vater von Ayla Yeginer.
2009 schrieb John von Düffel mit dem Theaterstück Ich, Heinz Erhardt auch eine Hommage an Yeginer. Die Lebenswege von Erhardt und Yeginer wiesen „spannende Parallelen“ auf – beide waren als Söhne von Migranten (Erhardt stammte aus Lettland) gezwungen, sich ihren Platz in Deutschland zu erkämpfen und erreichten dies mit Humor, so das Hamburger Abendblatt. In der Uraufführung des von ihm zum 100. Geburtstag des Komikers angeregten Stücks Ich, Heinz Erhardt spielte Yeginer auch die Titelrolle.

## Auszeichnungen
- Theaterpreis Hamburg – Rolf Mares 2017[8] für  Hinter der Mauer liegt das Glück am Theater Kontraste in Hamburg.
- Pegasus-Preis 2016[9] für das Theater Kontraste, Hamburg, u. a. für die Theaterproduktion Wir sind keine Barbaren, Regie Murat Yeginer.
- Verdienstmedaille Sicheres Pforzheim, sicherer Enzkreis für das Projekt Stage Enter[10]
- Publikumspreis Inszenierung des Jahres für die Regie von Iphigenie auf Tauris am Staatstheater Meiningen[11]